# Álvaro Pérez Treviño
Álvaro Pérez Treviño González (Ciudad de México, 8 de mayo de 1930-Monterrey, 26 de abril de 2016) fue un político mexicano, miembro del extinto Partido Auténtico de la Revolución Mexicana, del cual fue candidato presidencial en las elecciones de 1994.  

## Biografía
Nació en la Ciudad de México el  18 de mayo de 1930. Fue el primer hijo del Manuel Pérez Treviño, un general que se unió a las fuerzas carrancistas durante la Revolución mexicana y posterior gobernador de Coahuila, y de Esther González Pomelier. Tuvo un total de seis hermanos.
Debido a que su padre fue diplomático en diversos países tras no haber sido elegido como candidato del PRM en 1936, desde niño vivió en España y Chile para años después regresar al Distrito Federal, donde realizó sus estudios de bachillerato.
Llegó a Coahuila para residir en Guerrero —municipio del que luego él sería presidente municipal— y estudió ingeniería agrónoma en Texas.
En 1955 resultó electo por el Partido Revolucionario Institucional para Presidente Municipal de Guerrero para el periodo 1955-1958.
El 19 de enero de 1958 contrajo matrimonio con Edith Cárdenas Chapa con quien tuvo tres hijos: Edith, Claudia y Álvaro.
Fue  diputado local.
Fue candidato del PARM en 1994. En dichos comicios obtuvo el 0.56 % de los votos con lo que quedó en esas elecciones en séptimo lugar, suficiente para que el partido perdiera su registro. Lo volvió a recuperar y a perder en 1997, recuperó su registro en el 2000 solo para perderlo definitivamente.